# Rozpoznawanie złoża
Rozpoznawanie złoża – rodzaj prac geologicznych na obszarze wstępnie udokumentowanego złoża kopaliny lub wód podziemnych. Zazwyczaj kończy się opracowaniem dokumentacji geologicznej, umożliwiającej następnie pozyskanie koncesji na prowadzenie eksploatacji rozpoznanego złoża kopaliny. Rozpoznawanie złoża może być poprzedzone poszukiwaniem złoża.

Poszukiwanie oraz rozpoznawanie złóż kopalin objętych własnością górniczą wymaga uprzedniego pozyskania koncesji. Jeśli rozpoznawanie złoża ma być dokonywane z zastosowaniem robót geologicznych, wówczas ich planowany przebieg, lokalizację i cel określa projekt robót geologicznych.